# NGC 5865
NGC 5865 (również NGC 5868, PGC 54118 lub UGC 9743) – galaktyka eliptyczna (E-S0), znajdująca się w gwiazdozbiorze Panny.
Odkrył ją William Herschel 11 kwietnia 1787 roku. 27 kwietnia 1862 roku obserwował ją Heinrich Louis d’Arrest, lecz błędnie uznał, że odkrył nowy obiekt. Błąd ten powielił John Dreyer w swoim New General Catalogue, gdzie skatalogował obserwację Herschela jako NGC 5865, a d’Arresta jako NGC 5868. Niektóre katalogi i bazy obiektów astronomicznych (np. SIMBAD) błędnie podają, że NGC 5865 to sąsiednia galaktyka NGC 5869.